# سيغريد هالفورسن
سيغريد هالفورسن (20 مايو 1941 - ) هي لاعبة كرة يد نرويجية.

## وصلات خارجية
- سيغريد هالفورسن على موقع الاتحاد النرويجي لكرة اليد (النرويجية)